# Agrotis alexandriensis
Agrotis alexandriensis is een vlinder uit de familie uilen (Noctuidae). De wetenschappelijke naam is voor het eerst geldig gepubliceerd in 1894 door Baker.
De soort komt voor in Europa.